# Dragonsphere
Dragonsphere est un jeu vidéo d’aventure en pointer-et-cliquer développé et publié par MicroProse en 1994 sur PC. Il est le troisième jeu d’aventure de MicroProse et est développé par la même équipe que ses deux prédécesseurs, Rex Nebular and the Cosmic Gender Bender et Return of the Phantom. Le jeu se déroule dans un univers médiéval fantastique. Le joueur y incarne le fils d’un roi dont l’objectif est de retrouver un magicien avant qu’un dragon, endormi depuis son affrontement contre celui-ci, ne se réveille,
.

## Accueil
| Dragonsphere          |      |       |
| Média                 | Pays | Notes |
| Adventure Gamers      | US   | 3,5/5 |
| Computer Gaming World | US   | 4/5   |
| Gen4                  | FR   | 85 %  |
| Joystick              | FR   | 91 %  |
| PC Gamer UK           | GB   | 80 %  |